# Djäknestallet
Djäknestallet är en byggnad i kvarteret Iris vid Trädgårdsgatan 4 i Skara. Byggnaden, som uppfördes i början av 1800-talet, är byggnadsminne sedan den 17 december 2015.
Djäknestallet berättar om en viktig del av Skaras historia som skolstad och illustrerar väl, både exteriört och interiört, de förhållanden som studenter från landsbygden levde i under 1800-talet.

## Historia
Den långa timrade längan kan först spåras till 1800-talets början då en enklare timrad bod fanns som gårdshus på tomten. 1841 har huset byggts om och till så att det innehåller två våningar och är inrett med bostäder. På 1850-talet förstoras huset ytterligare och det är vid denna tid som huset börjar bebos av studenter (djäknar) i flera små hushåll. När benämningen Djäknestallet började användas är dock obekant. Under det sena 1800-talet var närapå en fjärdedel av Skaras befolkning djäknar och två tredjedelar av dem var inackorderade på olika sätt. En del bättre bemedlade ordnade skolhushåll för sina söner. Många djäknar var inackorderade hos ensamstående kvinnor, till exempel prästänkor, som svarade för logi och mathållning. När det nya biblioteket byggdes i mitten av 1980-talet revs fastighetens tidigare huvudbyggnad och Djäknestallet flyttades några tiotal meter mot nordost till den nuvarande platsen. Efter flyttningen renoverades byggnaden varsamt med syfte att åskådliggöra 1800-talets boendeförhållanden för studenterna i Skara.

## Beskrivning
Djäknestallet är en förhållandevis enkel tvåvånings byggnad, uppförd av timmer och klädd med panel målad i ljusgul oljefärg. Taket är omlagt med tegel.
Huset rymmer ett tjugotal rum, kök, trapphus och förstugor som alla ger ett homogent och autentiskt intryck av hur ett enklare bostadshus i småstadsmiljö kunde vara disponerat i slutet av 1800-talet med en jämn och trovärdig uppsättning av inredningsdetaljer från cirka 1840 till 1910. Här finns en mångfald inredningsdetaljer, såsom snickerier, eldstäder och annan fast inredning, samt hyvlade tak och skurade golvbrädor, i en utsträckning och omfattning som inte torde finnas bevarade på många andra håll.